# Escarabat d'aigua
Un escarabat d'aigua, de vegades anomenat escarabat aquàtic és qualsevol coleòpter que viu la major part del temps dins l'aigua. En general tots tenen el cos deprimit en forma de barca i potes adaptades a la natació.
L'adaptació al medi aquàtic i el desenvolupament d'òrgans anàlegs s'ha produït nombroses vegades de manera independent en diverses famílies de coleòpters no relacionades entre si, fenomen conegut como a evolució convergent. Entre les principal famílies de coleòpters aquàtics hi destaquen els girínids, els halíplids, els ditíscids, els notèrids, els hidrofílids, els higròbids.